# Косолистник соковитий
{{#ifeq:0|0|{{#if:Plagiothecium succulentum|{{#if:|[[]}}|[[]]}}}}
Косолистник соковитий (Plagiothecium succulentum) — вид мохів порядку гіпнобрієвих (Hypnales).

## Поширення
Ареал охоплює такі частини світу: Європа, Макаронезія, Північна Америка, Азія.
Росте на вологих лісових підстилках, а також на вологих скелях або біля основи дерев.

## Характеристика
Зазвичай темно-зелені, але часто також коричнево-зелені, розпростерті рослини нерозгалужені і мають довжину від 3 до 5 сантиметрів. Листки помітно сплющені і стирчать зі стебла. Вони мають овальну форму і поступово стають ланцетними. Край листка майже цільний, навіть на кінчику листка. Проста чи роздвоєна листова жилка сильніша, ніж у більшості інших видів Plagiothecium. Коробочки стоять вертикально.